# Phra Khanong
Phra Khanong (in thailandese: พระโขนง) è uno dei 50 distretti (khet) della città di Bangkok, in Thailandia.